# 2263 Shaanxi
2263 Shaanxi је астероид главног астероидног појаса са пречником од приближно 20,68 .
Афел астероида је на удаљености од 3,356 астрономских јединица (АЈ) од Сунца, а перихел на 2,673 АЈ.
Ексцентрицитет орбите износи 0,113, инклинација (нагиб) орбите у односу на раван еклиптике 11,401 степени, а орбитални период износи 1911,809 дана (5,234 година).
Апсолутна магнитуда астероида је 10,90 а геометријски албедо 0,180.
Астероид је откривен 30. октобра 1978. године.